# Askia Mohammed
Askia Mohammed Ier, dit « Askia le Grand », né en 1443 et mort en 1538 est le premier empereur Songhai de la dynastie des Askia, d'ethnie Songhaï il est aussi l'ancêtre généalogique Songhaï le plus fréquent. Son nom en songhaï moderne est Mamar Kassey.
Askia Mohammed a renforcé son empire et en a fait le plus grand empire de l'histoire de l'Afrique de l'Ouest. À son apogée sous son règne, l'Empire Songhaï englobait les États haoussa jusqu'à Kano (dans l'actuel nord du Nigeria) et une grande partie du territoire qui avait appartenu à l'empire Songhaï à l'est. Ses politiques ont entraîné une expansion rapide du commerce avec l'Europe et l'Asie, la création de nombreuses écoles et l’établissement de l’islam comme partie intégrante de l’empire.
Mohammed était un général éminent sous le règne du dirigeant songhaï Sonni Ali. Lorsqu'il fut remplacé par son fils, Sonni Baro, en 1492, il contesta la succession au motif que le nouveau dirigeant n'était pas un musulman fidèle. Il vainquit Sonni Baro et monta sur le trône en 1493.
Il a ensuite orchestré un programme d'expansion et de consolidation qui a étendu l'empire de Teghazza au nord jusqu'aux frontières du Yatenga au sud ; et de l'Aïr au nord-est jusqu'au Fouta-Djalon en Guinée. Au lieu d’organiser l’empire selon des principes islamiques, il a tempéré et amélioré le modèle traditionnel en instituant un système de gouvernement bureaucratique sans précédent en Afrique de l’Ouest. En outre, Askia a établi des mesures et des réglementations commerciales standardisées, a initié la surveillance des routes commerciales et a également établi un système fiscal organisé. Il fut renversé par son fils, Askia Moussa, en 1528.

## Nom et origines
Le Tarikh al-Sudan donne le nom d'Askia Mohammed comme Muhammad ibn Abi Bakr al-Turi ou al-Sillanki.  Le Tarikh al-Fattash donne son nom comme Abu Abdallah Muhammad ibn Abi Bakr. Al-Turi et al-Sillanki ont été interprétés comme les noms des clans Soninke Ture et Sila par de nombreux historiens. Cependant, Stephan Bühnen a soutenu qu'ils devraient être interprétés comme des nisba se référant à une ascendance du Fouta-Toro ou de Silla dans la vallée du Sénégal, et privilégie la possibilité que ses ancêtres soient originaires du Fouta-Toro.
Après avoir accompli le hajj en 1497-1498, il est également connu sous le nom d'Askia al-Hajj Muhammad. En Songhaï moderne, il est connu sous le nom de Mamar Kassey. Mamar est une forme du prénom Mohammed, et Kassey est un prénom matronymique.
La théorie selon laquelle la famille d'Askia Mohammed serait originaire du Fouta-Toro est controversée et a été généralement rejetée par le peuple Songhaï lui-même, en particulier par les descendants modernes de Mohammed qui y voient un défi à leur appartenance ethnique. Son nom de famille exact n'a pas été définitivement déterminé et aucune source orale toucouleur ou soninké ne le revendique comme l'un des siens. Le Tarikh al-Fattash utilise pour lui le titre « maiga », qui n'est utilisé que pour la parenté patrilinéaire de la dynastie Sonni.
Le terme « sonhinkey », qui suggère une origine ethnique soninké pour les Askia, est aussi le nom d'un clan de magiciens songhaïs responsables du culte préislamique et formant une branche cadette du clan royal sunnite sans droit au trône. Les traditions orales songhaï affirment que le père d'Askia Mohammed serait originaire de ce clan. Omar Komajago, le frère d'Askia, n'est jamais décrit comme un Touré ou un Sylla.
Le terme at-Turi, qui désigne l'origine géographique d'une personne, pourrait être le nom du village du père d'Askia. Il existe un village songhaï appelé Tureh au Niger dans la région de Tillabéri dans le département de Téra.
Bien qu'Askia Mohamed soit généralement considéré comme le fils de la princesse Kassey, sœur de Sonni Ali Ber, il est impossible qu'il soit lui-même originaire du Fouta-Toro car le poste de général n'était attribué qu'à un membre de la famille royale et de l'ethnie Songhaï patrilinéairement. La théorie selon laquelle il serait d'origine ethnique Songhaï par son père et sa mère est étudiée au centre Ahmed Baba de Tombouctou.

## Titre
Le titre Askia (en arabe : اسكيا ) est d'origine inconnue,  mais était utilisé depuis le début du XIIIe siècle, voire plus tôt. Il peut dériver d'un mot arabe signifiant « général ». Le Tarikh al-Sudan fournit une étymologie populaire du titre, affirmant qu'Askia Mohammed l'a inventé lui-même en se basant sur la plainte des filles de Sonni Ali lorsqu'elles ont appris qu'il avait pris le pouvoir : « a si Kiya », ce qui signifie « ce n'est pas à lui » ou « il ne le sera pas »[réf. nécessaire].
La prononciation originale du titre n'est pas connue ; en songhaï moderne, il se prononce siciya. Les sources marocaines orthographiaient le titre Sukyā ou Sikyā, Léon l'Africain l'écrivait Ischia et une source portugaise contemporaine l'écrivait Azquya.

## Biographie

### Origines
Son père, Baru Lum, était d'origine toucouleur ou soninké, avec des ancêtres originaires de la vallée du fleuve Sénégal. Sa mère s'appelait Kassey et la tradition orale dit qu'elle était la sœur de Sonni Ali.
Askia Mohammed, avant son règne, porte le nom de Mohammed Touré et est officier militaire de haut rang portant le titre de Tondi-farma,.

### Rébellion et renversement de Sonni Baru
À la mort de Sonni Alī Ber en novembre 1492, son fils Abū Bakr Dā’u, plus connu sous le nom de Bāru, est proclamé souverain (sunni) par l’armée. Selon les chroniques historiques Taʾrīkh al-fattāsh et Taʾrīkh as-sūdān, Mohammed Touré aurait dissimulé ses ambitions jusqu’à la mort de Sonni Alī Ber, avant d’organiser un soulèvement contre le nouveau sunni. La rébellion débute moins d’un mois après l’accession de Bāru au pouvoir. Le 8 février 1493, les forces de Mohammed Touré infligent une première défaite à Bāru lors de la bataille de Danagha. Celui-ci se replie alors à Anku’u, près de Gao. Une deuxième confrontation, décisive, a lieu en avril 1493. Les deux chroniques décrivent une bataille d’une intensité exceptionnelle, marquée par d’importantes pertes humaines. L’affrontement s’achève par la victoire de Mohammed Touré, désormais reconnu comme le nouveau maître de l’empire sous le nom d’Askia Mohammed,. 
Le conflit entre Bāru et Mohammed Touré révèle une fracture au sein de l’appareil militaire songhaï. Si certaines unités sont restées fidèles à Bāru, d’autres soutiennent Mohammed Touré, notamment le gouverneur de la province de Bara, Mansā Kūra. Cependant, ce dernier semble avoir été le seul gouverneur à soutenir activement le Tondi-farma, tandis que les autres responsables provinciaux sont demeurés loyaux au sunni. Des sources mentionnent que Bāru bénéficie encore de l’appui de plusieurs dignitaires régionaux, tels que les chefs de Dirma, Kala, Bani, Djenne et possiblement Taratan. 
Le Dendi-fari Afumba, fidèle à Bāru et probablement instigateur de sa proclamation, s’est opposé farouchement à Mohammed Touré. Son sort demeure incertain : certaines sources rapportent qu’il se serait noyé dans le fleuve Niger, tandis que d’autres évoquent une campagne de guérilla contre les troupes d’Askia Mohammed, qui se serait soldée par sa capture et son exécution. La résistance d’Afumba illustre les tensions persistantes dans la région du Dendi, bastion historique de la légitimité songhaïe.
L’enchaînement rapide des événements entre la mort de Sonni ‘Alī (novembre 1492), l’accession de Bāru (janvier 1493) et la rébellion de Mohammed Touré (février-avril 1493) suggère que le renversement n’est pas improvisé. Le Tondi-farma aurait commencé à rallier des soutiens dès avant la proclamation de Bāru, notamment parmi les familles religieuses exilées à Tombouctou. Si la tentative de Mohammed Touré d’élargir ses appuis échoue dans plusieurs provinces, elle s’appuie néanmoins sur un discours islamique opposé aux pratiques religieuses de Bāru, qui aurait refusé de renoncer aux croyances traditionnelles. Ce positionnement permet à Mohammed Touré de présenter sa victoire comme une restauration de l’islam dans l’empire songhaï. 

### Règne

#### Légitimation et réformes
À son arrivée au pouvoir en 1493, Askia Mohammed entreprend de légitimer sa prise de pouvoir par plusieurs actions symboliques et politiques fortes. L’une de ses premières décisions est de restaurer les oulémas exilés de Tombouctou, auparavant persécutés sous le règne de Sunni Alī Ber. Il les réintégra dans les affaires administratives, les impliquant activement dans les nominations et révocations des responsables locaux. Cette réconciliation avec la classe savante islamique est perçue comme un geste fondateur de son régime, visant à rétablir un ordre islamique et à asseoir sa légitimité religieuse.
Il fait également rétablir dans leurs fonctions des anciens responsables religieux emprisonnés afin de gouverner sur Tombouctou. Cette volonté de restaurer un ordre antérieur à la domination des Sunni montre la stratégie d’Askia Mohammed : consolider son pouvoir en s’appuyant sur les élites intellectuelles et religieuses.
Conscient de la fragilité de sa position d'usurpateur, Askia Mohammed cherche à inscrire historiographiquement son ascension dans une légitimité religieuse. Il fait appel à al-Maghīlī, de faire le récit de sa prise de pouvoir. Dans ses écrits, ce dernier présente la prise de pouvoir d’Askia comme un jihād contre des tyrans impies. Cette interprétation vise à justifier l’éviction violente de ses prédécesseurs au nom de la défense de l’islam.
Des traditions orales circulent, notamment dans la région orientale du Niger, décrivant Askia comme le neveu du roi renversé, sauvé de l’infanticide et élevé comme esclave, avant de revenir accomplir sa destinée royale. Ces récits, proches de mythes fondateurs comme celui de Soundiata ou de Moïse, visent à ancrer le pouvoir d’Askia Mohammed dans une légitimité divine ou prophétique, tout en atténuant le traumatisme du renversement dynastique. Le terme Askia lui-même pourrait tirer son origine du mot asku, désignant un jeune esclave, renforçant l’idée d’un pouvoir venu de l’humilité et du destin.
En parallèle à la pacification de Tombouctou, Askia Mohammed cherche à sécuriser et réorganiser la partie occidentale de l’empire, encore favorable à son prédécesseur Sunni Bāru. En 1494, il envoie son frère ‘Umar mener une campagne militaire victorieuse à Dia. Cette victoire débouche sur une innovation administrative majeure : la création de la fonction de kanfari, un poste chargé de gouverner la moitié occidentale de l’empire depuis Tindirma. Ce poste est distinct du rôle de simple gouverneur provincial, traduisant la volonté du nouvel empereur de renforcer l’autorité centrale et de structurer un pouvoir plus cohérent à l’échelle impériale.

#### Pèlerinage à La Mecque
Dans ce contexte, la préparation d'un pèlerinage à La Mecque s'inscrit dans une démarche politique visant à légitimer son règne et reitérer les mêmes mécanismes employés par Mansa Moussa afin de gagner en prestige. Il cherche également à mettre en place une nouvelle vision politique pour gouverner l'empire songhaï qui repose sur un caractère cosmopolite où la légitimité islamique est commune. Comme premier préparatifs, après la restauration des oulamas de Tombouctou, il confie la régence de l'empire à son frère Umar.
Askia part avec une suite militaire composée de 1000 unités d'infanterie et 500 unités de cavalerie ou chamellerie. La cohorte transporte 300.000 mithqals d'or provenant directement des trésors de la dynastie Sunni. Le parallèle avec l'important pèlerinage de Mansa Moussa est évident. Il s'entoure également de serviteurs ainsi que de chefs des différentes communautés ethniques de l'empire. Cette politique inclusionniste est à la racine de son projet politique cosmopolite. 
Son voyage, qui dure deux ans, l’amène à rencontrer d’éminents savants, comme al-Suyūṭī, et à être symboliquement investi du titre de khalīfa par des autorités religieuses du Caire ou de La Mecque,. Son retour à Gao, en juillet ou août 1498, est triomphal et permet de mettre un terme aux différentes oppositions à l'égard de sa légitimité. Bien qu'il ait fait de nombreux dons de charité au cours de son pèlerinage, notamment en créant un lieu d'hébergement pour les pèlerins d'Afrique de l'Ouest à Médine, il accumule alors 50 000 ducats de dettes.

#### Expansion territoriale

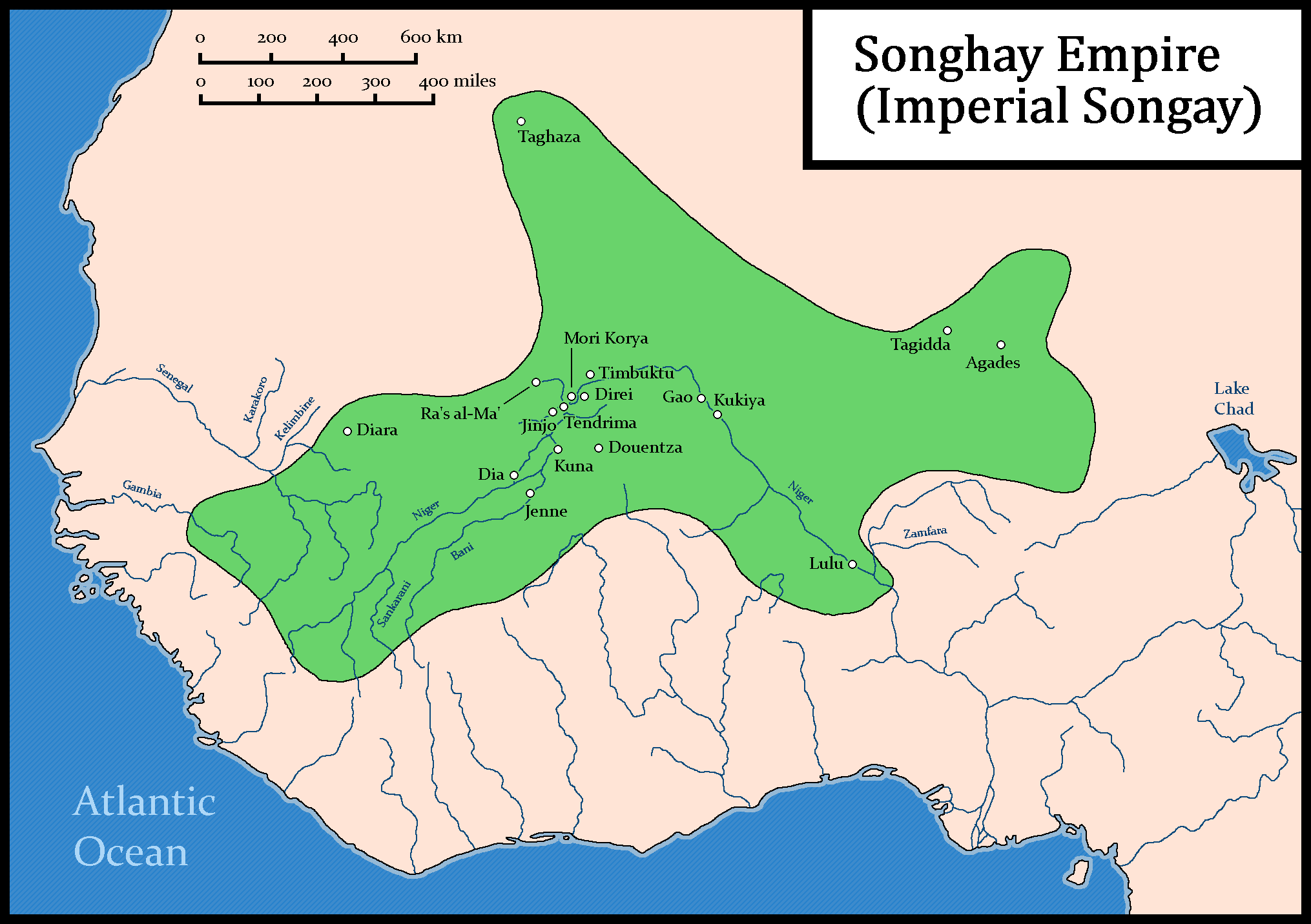
Carte de l'Empire songhaï sous Askia Mohammed Ier

À son retour du pèlerinage, Askia Muhammad lance une campagne militaire contre le royaume mossi de Yatenga. Conseillé par le religieux Mōri Ṣāliḥ Diawara, il tente d’abord une approche diplomatique en invitant les Mossi à se convertir à l’islam. Après leur refus, il mène un jihād contre eux, ravage leurs terres, réduit des enfants en esclavage, et récupère la fille d’un ancien souverain de Oualata, qu’il épouse.
Entre 1499 et 1502, Askia poursuit ses opérations militaires : il attaque Tindirma, puis intervient à Dialan contre un gouverneur allié au Mali. Il rase une résidence royale malienne à Tinfarin et y fonde une nouvelle implantation songhaï, renforçant son emprise sur le Sahel occidental. Des captifs sont pris, dont Mariam Dābo, future mère d’un de ses fils.
En 1501–02, il mène une expédition contre Agadez et chasse son souverain. Cette conquête menace directement les intérêts commerciaux des cités haoussa, révélant l’ambition d’Askia d’étendre son autorité jusqu’au lac Tchad. En 1501, il vainquit le fils du Mansa Mahmud III, Qama-fiti-Kalli, et mit à sac et captura Diafunu,. En 1504, une invasion du Borgu se termina en désastre. Une expédition à Walata s'empara de la ville, mais ne put la défendre contre la pression touarègue, et Askia Mohammed accepta un tribut en échange de son abandon de la ville. Cette alliance avec les Touaregs était un pilier essentiel du pouvoir songhaï, notamment dans leur contrôle des mines de sel de Teghazza.
Entre 1505 et 1519, l'expansion militaire se dirige particulièrement vers l'ouest. Plusieurs territoires maliens passent sous influence de l'empire songhaï. La faiblesse croissante du Mali permet au Songhaï de s’immiscer dans des zones jusqu’alors périphériques, comme le Kaarta au sud et le Kaniaga au nord. C'est durant ce conflit que le père de Koli Tenguella meurt, cristallisant par la suite les tensions avec le Fouta-Toro. Cette défaite permet à Askia Mohammed de mettre un terme définitif aux prétentions maliennes sur cette région.
Après la fin de ces conflits occidentaux, Askia se redirige vers les régions orientales. Il attaque Katsina en 1513–14, puis à nouveau en 1516, et mène une autre campagne contre le sultan d’Agadez. En 1517–18, il tente une offensive contre Kebbi, sans succès. Ces campagnes, bien que parfois contestées, témoignent d’un effort continu pour contrôler les flux commerciaux d’une région stratégiquement cruciale.

### Exil et mort
Askia Muhammad avait de nombreux fils, qui se disputaient les postes et l'influence à la cour. Les textes contemporains mentionnent 37 noms d'enfants différents issus de concubines différentes. Cependant, sa descendance pourrait être plus nombreuse si bien que le chiffre de 471 enfants est évoqué. Lorsqu'un plus jeune, Bala, fut nommé à un poste de gouverneur prestigieux, Askia Monzo Moussa menaça de faire tuer le puissant conseiller du roi, Ali Folon, et le poussa à l'exil à Tindirma en 1526. Il avait caché le fait que Mohammed, âgé de plus de 70 ans, était devenu aveugle,.
Askia Mohammed est renversé par son fils aîné, Askia Monzo Moussa, en 1529 dans un coup de force marqué par des tensions croissantes au sein de la dynastie. Sa prise de pouvoir initie une période de violences intestines qualifiée de fitna par les chroniqueurs de l’époque. Dès sa prise de pouvoir, Askia Mūsā entreprend l’élimination méthodique de ses oncles et cousins rivaux, semant la terreur au sein de la famille dirigeante. Son règne ne dure que deux ans (1529–1531), mais est marqué par une brutalité inédite, notamment l’exécution de nombreux princes, le refus des médiations des érudits et des chefs religieux, ainsi que l’instrumentalisation des tensions entre les lignées maternelles des princes.
L’ancienne autorité d’Askia Mohammed, déchu et probablement humilié, ne peut enrayer cette spirale de violence. Selon les sources, il est chassé du palais par son fils, qui aurait même conservé pour lui les épouses et concubines de son père – une transgression des normes qui accentue le ressentiment général. Cette dérive tyrannique suscite une réaction armée de ses propres frères. En avril 1531, Monzo Moussa est tué lors d’une révolte menée notamment par des fils d’Askia Mohammed. Son successeur, fils d'Omar Kondjago et neveu de Mohammed, exile le vieux roi sur une île du Niger. De là, il complote avec son fils Ismail pour reprendre le trône. Il y parvient en avril 1537, et Mohammed retourne à Gao où il confère cérémoniellement à Ismaïl le titre et les insignes de calife. Il meurt et est enterré dans le tombeau des Askia à Gao en 1538.

## Réformes de l'empire
Askia Muhammad a profondément réorganisé l'empire songhaï. Alors que Sonni Ali était un musulman réservé, Askia était un fervent dévot. Il a fondé le système juridique sur la charia, a invité des érudits musulmans d’Afrique du Nord et a établi l’islam comme religion officielle de la classe noble. Il a également divisé l'empire en provinces avec des gouverneurs nommés au niveau central et a créé une série de ministères (y compris les finances, la justice, l'intérieur, le protocole, l'agriculture, les eaux et les forêts, et les questions relatives aux « tribus de la race blanche » par exemple les Touaregs et les Berbères), tous les postes importants étant occupés par des proches. Bien que Gao soit restée la capitale, Tombouctou est devenue une sorte de seconde capitale.
Askia Muhammad a créé une armée professionnalisée, plutôt que la levée générale que ses prédécesseurs avaient commandée. Ces soldats, légalement esclaves des Askia, pouvaient être envoyés dans de longues expéditions loin du fleuve Niger.
Sous son règne, l'empire adopte une structure politique à la fois centralisée et hiérarchisée, qui vise à consolider le pouvoir tout en s’alignant davantage sur les normes islamiques impériales. Askia se fait désigner comme amīr al-mu’minīn (« Commandeur des croyants »), un titre emprunté à la tradition califale islamique, signalant une volonté de placer Songhaï au centre du monde musulman et de rivaliser symboliquement avec d'autres puissances islamiques comme les Saadiens du Maroc.

## Héritage
Askia encouragea l'apprentissage et l'alphabétisation, garantissant que les universités de Songhaï produisirent les érudits les plus distingués, dont beaucoup publièrent des livres importants et l'un d'eux était son neveu et ami Mahmud Kati. Pour assurer la légitimité de son usurpation de la dynastie Sonni, Askia Muhammad s'est allié aux érudits de Tombouctou, inaugurant un âge d'or dans la ville pour l'érudition scientifique et musulmane. L’éminent érudit Ahmed Baba, par exemple, a produit des livres sur le droit islamique qui sont encore utilisés aujourd’hui. Muhammad Kati a publié Tarikh al-fattash et Abdul-Rahman as-Sadi a publié Tarikh al-Sudan (Chronique de la Terre Noire), deux livres d'histoire indispensables aux chercheurs actuels qui reconstruisent l'histoire africaine au Moyen Âge. Le tombeau du roi, le tombeau d'Askia, est désormais classé au patrimoine mondial de l'UNESCO .

## Culture populaire
- Le groupe musical nigérien Mamar Kassey porte le nom d'Askia Muhammad.
- Askia dirige le Songhaï dans le jeu vidéo Civilization V par Firaxis Games, sorti en 2010.